# جون هارفي (لاعب كرة قدم أمريكية)
جون هارفي (بالإنجليزية: John Harvey)‏ هو لاعب كرة قدم أمريكية أمريكي، ولد في 28 ديسمبر 1966 في سبرينغ فالي في الولايات المتحدة.

## وصلات خارجية
- جون هارفي على موقع مرجع كرة القدم المحترفة.كوم (الإنجليزية)